# La Labor, Aguascalientes
La Labor är en ort i Mexiko.   Den ligger i kommunen Calvillo och delstaten Aguascalientes, i den centrala delen av landet, 500 km nordväst om huvudstaden Mexico City. La Labor ligger 1 747 meter över havet och antalet invånare är 1 988.
Terrängen runt La Labor är huvudsakligen kuperad, men den allra närmaste omgivningen är platt. La Labor ligger nere i en dal. Runt La Labor är det ganska tätbefolkat, med 67 invånare per kvadratkilometer. Närmaste större samhälle är Calvillo, 13,1 km söder om La Labor. I omgivningarna runt La Labor växer huvudsakligen savannskog.